# Rasmus Vöge
Rasmus Vöge (* 26. Juni 1979 in Kiel) ist ein deutscher Politiker (CDU) und seit 2022 Mitglied im Schleswig-Holsteinischen Landtag.

## Leben und Beruf
Nach dem Abitur an der Kieler Max-Planck-Schule 1998 absolvierte Vöge seinen Wehrdienst. Danach absolvierte er von 2000 bis 2002 eine Ausbildung zum Schifffahrtskaufmann bei der Reederei H. Schuldt in Hamburg und war Mitarbeiter der Industrie- und Handelskammer zu Kiel im Bereich „Maritime Wirtschaft“. Von 2006 bis 2011 war er stellvertretender Leiter und Prokurist des Hafenbetriebs Lehmann in Lübeck und machte dabei eine Fortbildung zum Fachwirt für Hafenwirtschaft. Danach war er bis 2013 Abteilungsleiter der Reederei J. Johannsen & Sohn in Lübeck. Seit 2013 bis zu seinem Einzug in den Landtag hatte Vöge eine Position im Internationalen Vertrieb der Hamburger Hafen und Logistik inne.

## Politische Tätigkeit
Vöge ist seit 1996 Mitglied der CDU. Von 2002 bis 2010 war er Landesvorsitzender der Jungen Union in Schleswig-Holstein. Von 2004 bis 2012 war er stellvertretender Landesvorsitzender der CDU Schleswig-Holstein. Im Jahr danach wurde er Kreistagsabgeordneter in Ostholstein und war dort bis 2015 tätig. Seit 2017 ist er Kreisvorsitzender der Mittelstands- und Wirtschaftsunion. Zudem war er ab 2017 stellvertretender Kreisvorsitzender der CDU Kreis Herzogtum Lauenburg und wurde 2019 deren Vorsitzender. Seit 2018 ist er Ratsherr der Stadt Mölln.
Vöge befand sich bei der Landtagswahl in Schleswig-Holstein 2012 auf Platz 19 der Landesliste seiner Partei. Er erreichte im Wahlkreis Ostholstein-Nord 40,8 % der Erststimmen und verpasste damit knapp hinter dem SPD-Kandidaten Lars Winter mit 41,3 % der Erststimmen den Einzug in den Landtag.
Bei der Landtagswahl in Schleswig-Holstein 2022 befand er sich erneut auf Platz 19 der Landesliste seiner Partei. Im Landtagswahlkreis Lauenburg-Nord erreichte er mit 40,5 % der Erststimmen das Direktmandat und zog damit in den Landtag ein.

## Politische Positionen
Vöge legt seinen Schwerpunkt auf Bildungs-, Wirtschafts-, Agrar- und Sicherheitspolitik.

## Privates
Vöge lebt in Mölln und ist Vater eines Sohnes.